# Bättre dag för dag
Bättre dag för dag är en tysk komedifilm från 1932 i regi av Kurt Gerron. Heinz Rühmann gör filmens manliga huvudroll som en arbetslös ingenjör med chans att få arbete vid en bilfabrik, men som får juridiska problem. Dolly Haas gör den kvinnliga huvudrollen som vild dotter till bilfabrikens chef.

## Rollista
- Dolly Haas - Edith
- Heinz Rühmann - Fred Holmer
- Paul Otto - Ringler
- Fritz Grünbaum - Feldacker
- Oskar Sima - Dr. Hartmann
- Ernö Verebes - Willi Bertram
- Jessie Vihrog - Johanna Bertram
- Gerhard Bienert
- Paul Westermeier
- Hugo Flink
- Paul Henckels
- Fritz Odemar
- Gustav Püttjer
- Hans Wassmann